# Balanceamento de carga
Todo o hardware tem o seu limite, e muitas vezes o mesmo serviço tem que ser repartido por várias máquinas, sob pena de se tornar congestionado. Estas soluções podem-se especializar em pequenos grupos sobre os quais se faz um balanceamento de carga: utilização do CPU, de armazenamento, ou de rede. Qualquer uma delas introduz o conceito de clustering, ou server farm, já que o balanceamento será, provavelmente, feito para vários servidores.
Em rede de computadores, o balanceamento de carga é uma técnica para distribuir a carga de trabalho uniformemente entre dois ou mais computadores, enlaces de rede, UCPs, discos rígidos ou outros recursos, a fim de otimizar a utilização de recursos, maximizar o desempenho, minimizar o tempo de resposta e evitar sobrecarga. Utilizando múltiplos componentes com o balanceamento de carga, em vez de um único componente, pode aumentar a confiabilidade através da redundância.

## Balanceamento de armazenamento (storage)
O balanceamento do suporte de armazenamento permite distribuir o acesso a sistemas de ficheiros por vários discos (software/hardware RAID), pelo que derivam ganhos óbvios em tempos acesso. Estas soluções podem ser dedicadas ou existir em cada um dos servidores do cluster.

### Soluções
- RAID
- Storage Area Network
- Load Balancer -  Cloud Computing oferecido como IaaS

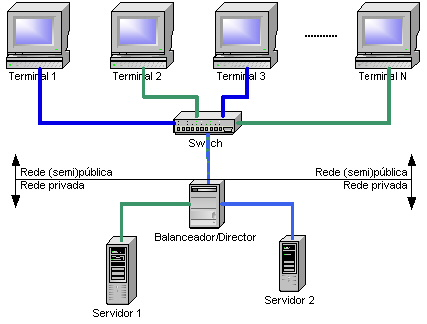
Figura 1 - Balanceamento de carga (NAT).

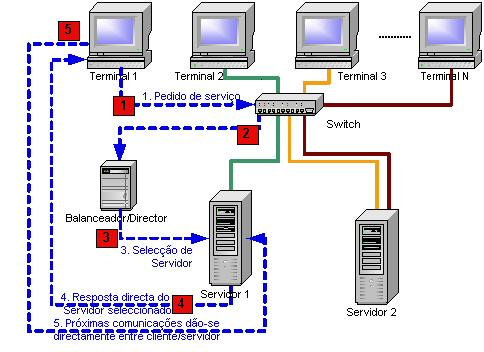
Figura 2 - Balanceamento de carga (Direct Routing).

### Load Balancer em Cloud
É oferecido como serviço, não requer nenhum hardware, pois o serviço é prestado remotamente. Todo o tráfego é direcionado para um IP do provedor contratado e este é distribuido através da internet ou de rede local para os servidores de destino. Os IPs de destino podem estar tanto no datacenter do provedor quanto em outros datacenter. O serviço geralmente é cobrado por quantidade de requisições simultâneas e por GB de dados transferidos.

## Balanceamento derede
O balanceamento da utilização da rede passa sobretudo por reencaminhar o tráfego por caminhos alternativos a fim de descongestionar os acessos aos servidores. Este balanceamento pode ocorrer a qualquer nível da camada OSI.
- Equal-cost multi-path routing
- Shortest Path Bridging (IEEE 802.1aq)

A Figura 1 sugere a existência de um mecanismo/dispositivo responsável pelo balanceamento (director). Na verdade, ele pode existir sob várias formas, dependendo do(s) serviço(s) que se pretende balancear. Este director serve também de interface entre o cluster de servidores e os clientes do(s) serviço(s) - tudo o que os clientes conhecem é o endereço semi-público deste servidor. Esta abordagem (clássica) é algo limitada, em termos de escalabilidade, ao número de tramas que o director consegue redireccionar, principalmente devido à velocidade dos buses das placas de rede. Existem, no entanto, outras soluções mais complexas que tiram melhor partido das características do protocolo TCP/IP em conjunto com routing especializado (NAT, IP Tunneling, Direct Routing).

### Exemplo
Um exemplo de um site a utilizar técnicas de balanceamento de carga é a própria Wikimedia Foundation e os seus projectos. Em Junho de 2004, a carga era balanceada usando uma combinação de:
- Round robin DNS, que distribui os pedidos uniformemente para um dos três servidores de cache Squid;
- Estes servidores de cache usam os tempos de resposta para distribuir os pedidos para cada um dos sete servidores de páginas. Em média, os servidores Squid já têm em cache páginas suficientes para satisfazer 75% dos pedidos sem sequer consultar os servidores de páginas;
- Os scripts PHP que formam a aplicação distribuem a carga para um de vários servidores de base de dados dependendo do tipo do pedido, com as atualizações indo para um servidor primário e as consultas para um ou mais servidores secundários.

## Balanceamento deCPU
Este tipo de balanceamento é efetuado pelos sistemas de processamento distribuído e consiste, basicamente, em dividir a carga total de processamento pelos vários processadores no sistema (sejam eles locais ou remotos).